# Lan hoàng yến
Lan hoàng yến hay hoàng yến (danh pháp hai phần: Coelogyne tomentosa) (tên tiếng Anh là Necklace Orchid) là một loài phong lan.
 Tư liệu liên quan tới Coelogyne tomentosa tại Wikimedia Commons
Cây phân bố ở Indonesia, Malaysia, Myanmar, Thái Lan, Việt Nam (Đồng Nai).

## Hình ảnh

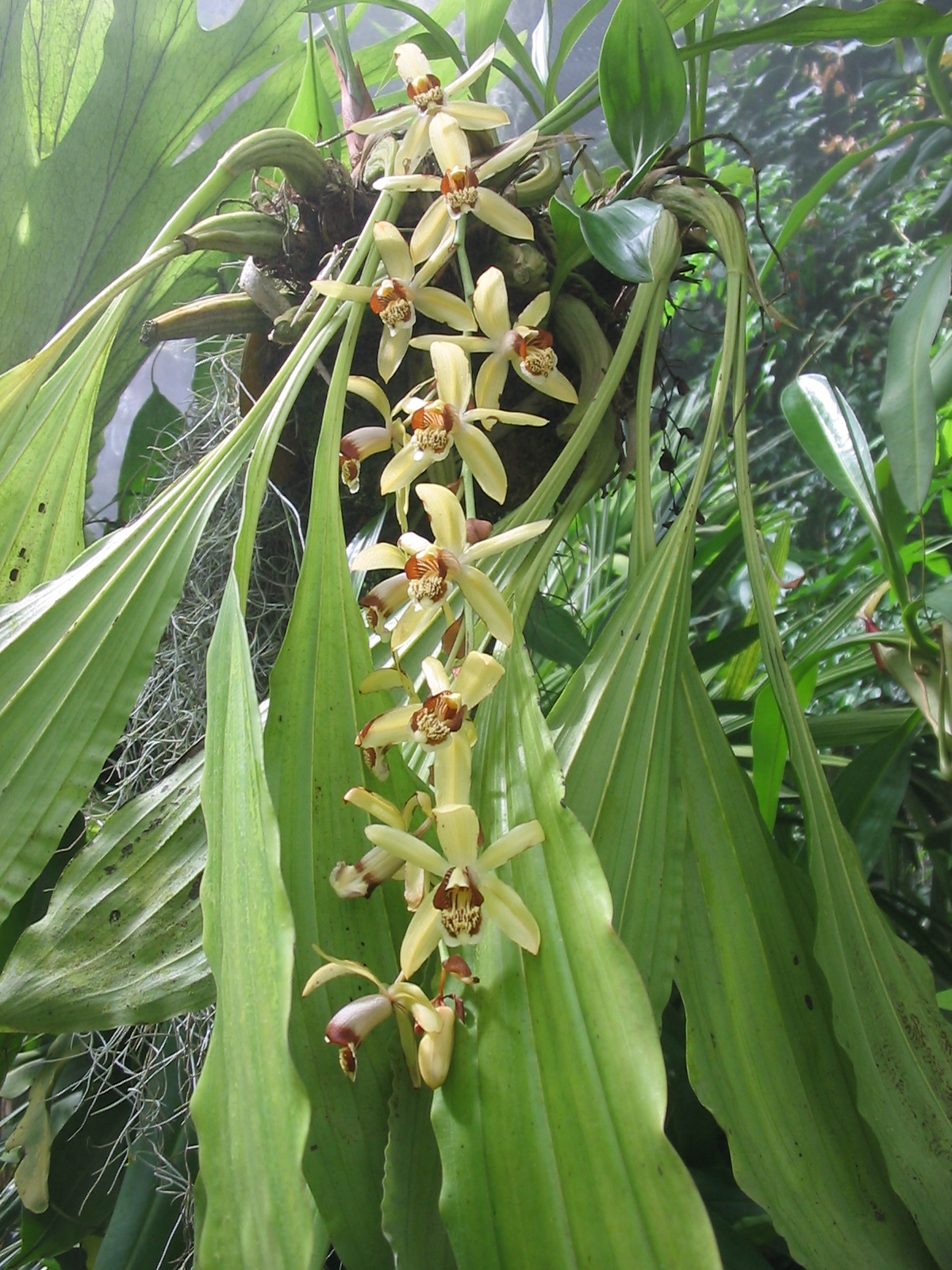
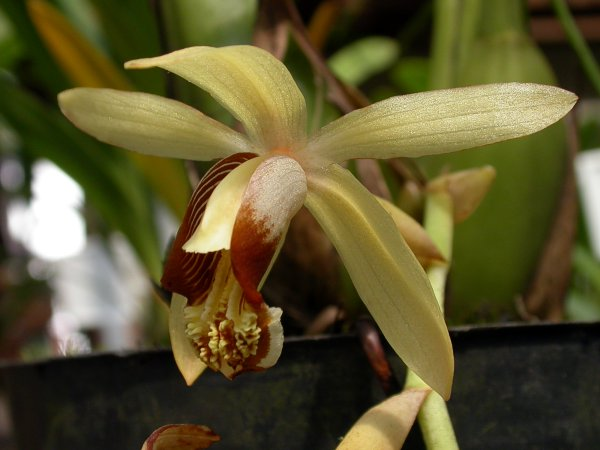
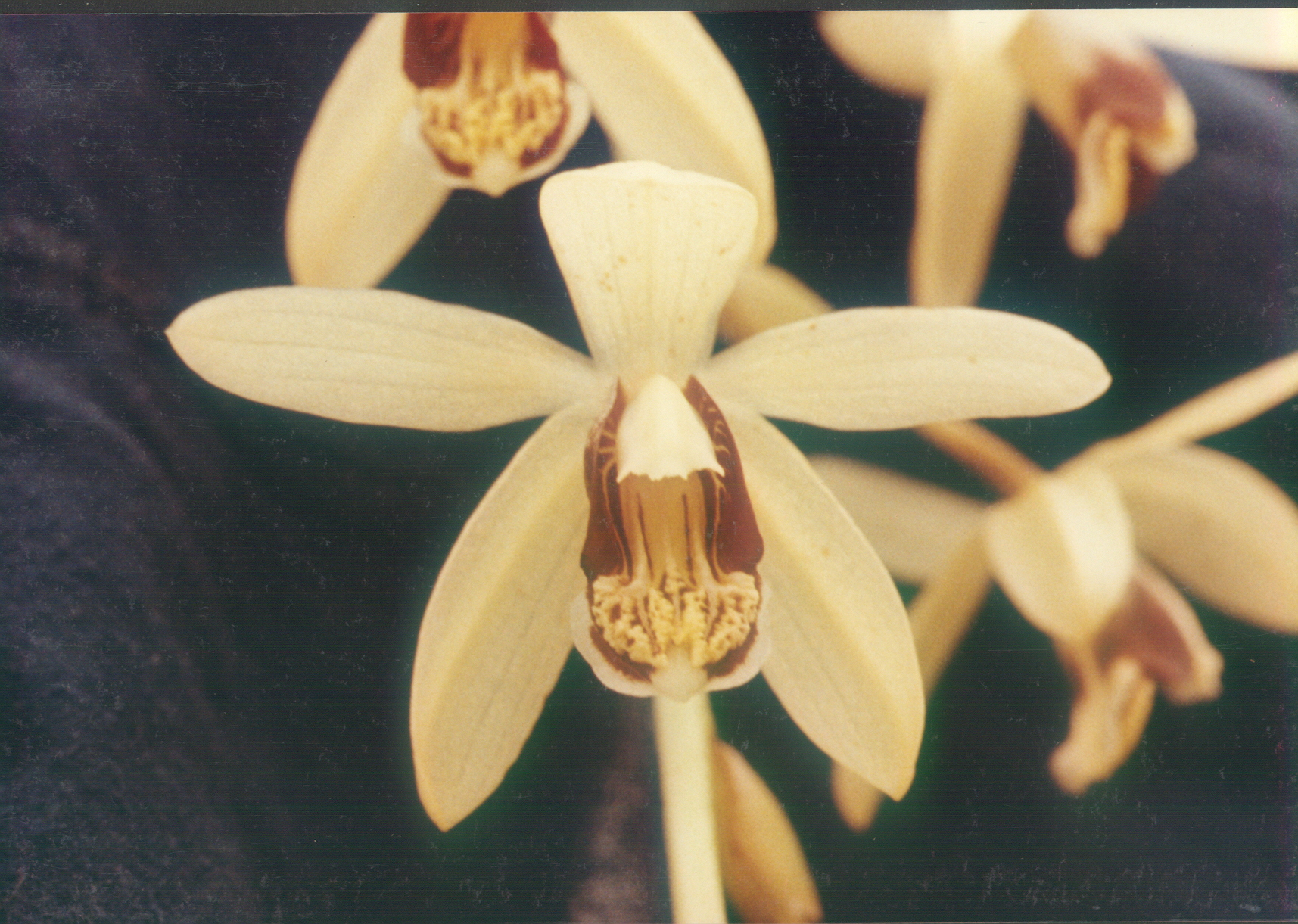
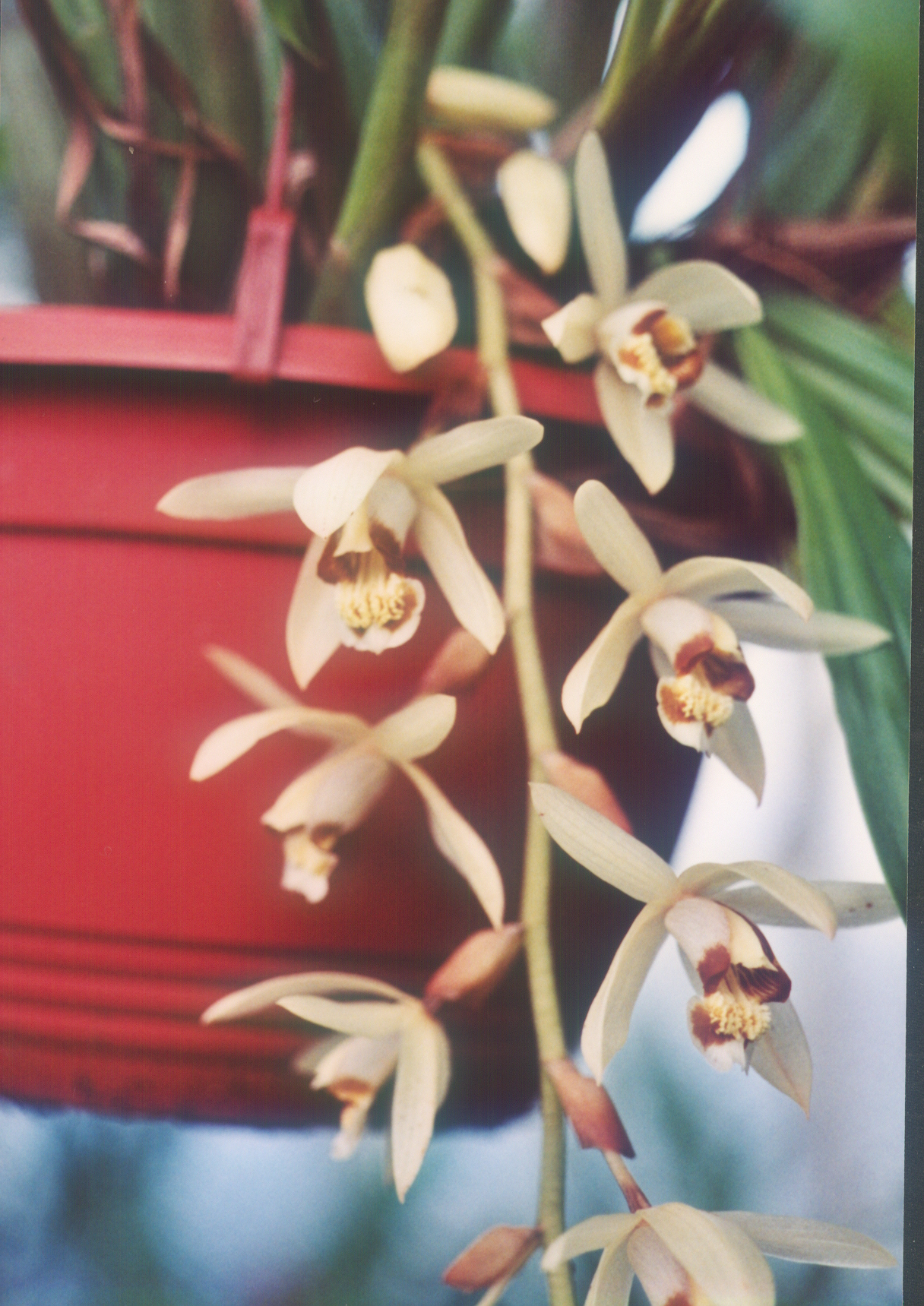